# Giuncheto
Giuncheto é uma comuna francesa na região administrativa de Córsega, no departamento de Córsega do Sul. Estende-se por uma área de 7,61 km². 